# Heinrich von Holleben
Heinrich Ludwig Friedrich Karl von Holleben (* 9. Mai 1784 in Rudolstadt; † 11. Juni 1864 in Koblenz) war preußischer General der Infanterie und Militärschriftsteller.

## Leben
Heinrich von Hollebens Eltern waren der fürstlich-schwarzburgische Oberlandjägermeister Ernst Friedrich Ludwig von Holleben (1753–1826) aus dem in Thüringen verbreiteten Adelsgeschlecht von Holleben und dessen Ehefrau Charlotte Ernestine, geborene von Nostiz (* 1758). Heinrich hatte sechs Brüder und sechs Schwestern, die alle das Erwachsenenalter erreichten. Aufgewachsen auf dem Familiengut Udersleben, trat er am 14. März 1798 als Gefreiterkorporal in Ansbach in das nun preußische, bis 1792 Fürstlich-Ansbachische Infanterieregiment „von Laurens“ ein. Holleben wurde im Oktober 1800 zum Fähnrich und 1804 zum Sekondeleutnant befördert.

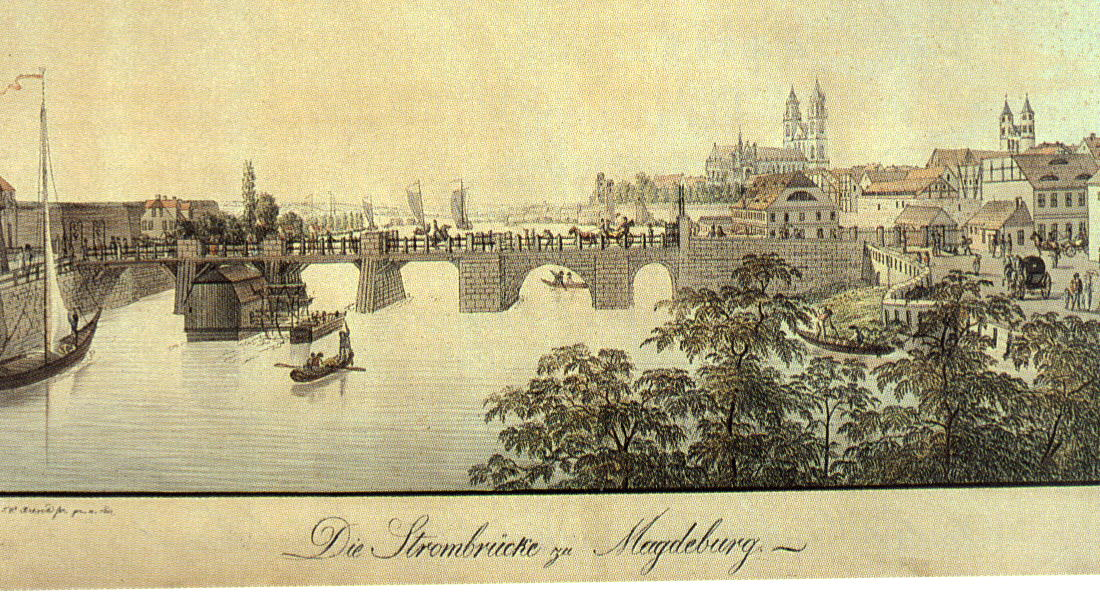
Die Magdeburger Strombrücke im Jahr 1810: Weil sie nicht passierbar war, führte Holleben den König bis Wolmirstedt.

### Kolberg 1807
Ab Februar 1806 im preußisch besetzten Kurfürstentum Hannover stationiert, wurde Hollebens Regiment im Krieg von 1806/07 angesichts der verlorenen Schlacht bei Jena und Auerstedt im Oktober 1806 in die Festung Magdeburg verlegt. Hier machte Holleben die Bekanntschaft König Friedrich Wilhelms III., als er ihn am 17. Oktober beim Rückzug nach Norden aus der Festung führte, und erhielt bei einem Ausfall seine Feuertaufe. Am 6. November 1806 löste sich Hollebens Regiment infolge der Kapitulation Magdeburgs auf.
Holleben geriet in Kriegsgefangenschaft, wurde aber auf das Ehrenwort, in diesem Krieg nicht länger gegen Frankreich zu dienen, nach Hause entlassen. Nachdem Frankreich infolge der Inbesitznahme Ansbach-Bayreuths im Januar 1807 begann, die Angehörigen des ursprünglich ansbachischen Infanterieregiments nach Frankreich abzutransportieren, fühlte sich Holleben nicht mehr an sein Ehrenwort gebunden und begab sich mit Regimentskameraden aus Thüringen auf eine gefahrvolle, siebenwöchige Fußwanderung durch Böhmen, Schlesien und das östliche Polen zur preußischen Armee nach Ostpreußen. Am 6. April 1807 wurde er in Königsberg dem III. Neumärkischen Reservebataillon zugeteilt, das auf dem Seeweg am 7. Mai als Verstärkung in die belagerte Festung Kolberg in Pommern kam.
Holleben hatte einen Gefangenentransport auf dem Seeweg von Kolberg nach Memel geführt und befand sich, um über Kolberg zu berichten, am 23. Juni 1807 im Hauptquartier Friedrich Wilhelms. An diesem Tag wurde dort der Waffenstillstand mit Frankreich abgeschlossen. Für die preußischen Festungen war vorgesehen, dass sie bei demjenigen verbleiben, der sie bei Inkrafttreten des Waffenstillstands in der Hand hat. Der König erteilte Holleben den Auftrag, die Nachricht in das belagerte Kolberg zu bringen. Vom besetzten Königsberg aus benutzte er ab dem 28. Juni das französische Stafettensystem mit einem Umweg über Stettin. Holleben erreichte sein Ziel nach einem 800 Kilometer langen Ritt am 2. Juli 1807.
Das Bombardement und der Sturmangriff der Franzosen auf Kolberg dauerten am Nachmittag bereits zwei Tage an, als Holleben mit einem französischen General und einem Trommelwirbel schlagenden Tambour, die ihm der französische Befehlshaber Louis Henri Loison zugeteilt hatte, sich der Festung in einem Wagen näherten. Beim Aussteigen preußischerseits beschossen, entging der General knapp dem Tode. Die Begleiter ließen Holleben allein. Dass er auf dem Weg zu den preußischen Stellungen nicht tödlich getroffen wurde, hielt er für reinen Zufall. So konnte er dem preußischen Kommandanten Gneisenau die Friedensnachricht überbringen. Damit waren der Kampf um Kolberg beendet und die Stadt für Preußen gerettet. Fünfzig Jahre später verlieh ihm Kolberg für seine Tat die Ehrenbürgerschaft.
Nach dem Frieden kam Holleben im August 1807 zum Grenadierbataillon „Waldenfels“, dann ins Leib-Infanterie-Regiment nach Berlin. Im August 1809 wurde er Premierleutnant. In der außenpolitischen Krise Preußens im Vorfeld von Napoleons Russlandfeldzug sandte ihn Gneisenau auf einen fingierten Heimaturlaub von Dezember 1811 bis Februar 1812 nach Thüringen. Holleben hatte die Aufgabe, unter Ausnutzung der Kontakte der Familie zu dortigen Fürsten französische und rheinbündische Absichten und Truppenbewegungen konspirativ zu erkunden und nach Berlin zu melden. Belobigt und rückdatiert auf Januar 1812 zum Stabskapitän befördert, nahm er im preußischen Hilfskorps am Russlandfeldzug teil.

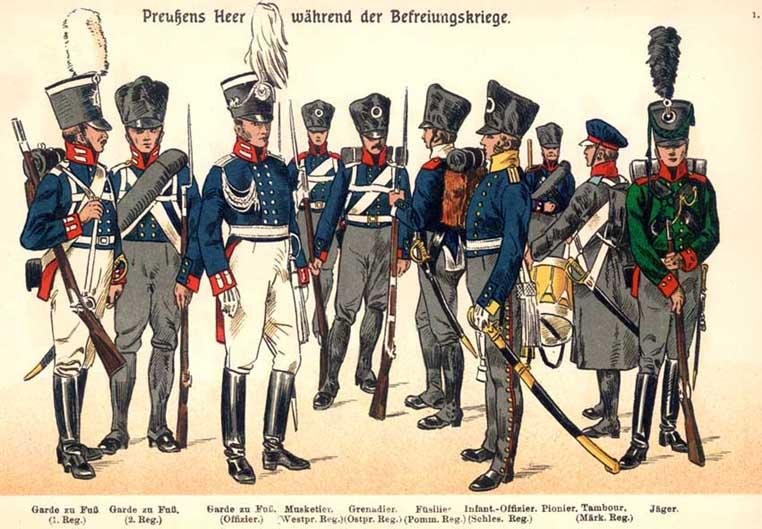
Preußische Soldaten der Befreiungskriege. Holleben trug als Hauptmann und später als Major der Infanterie die Uniform der vierten Figur von rechts. Aus dem Uniformwerk Richard Knötels, 1883

### Leipzig und Ligny 1813 und 1815
Wenige Monate nach Beginn der Befreiungskriege übernahm Holleben im Juni 1813 als Kapitän und Chef die Führung einer Kompanie, bald ersatzweise eines Bataillons. Er kämpfte im Korps Yorck im Gefecht bei Königswartha, wo er sich das Eiserne Kreuz II. Klasse erwarb, in der Schlacht bei Bautzen und der Völkerschlacht bei Leipzig.
Unmittelbar nach der Schlacht gab Yorck ihm den Auftrag, die abziehenden Franzosen zu beschatten, um ihm ihre Absichten, Stärke und Marschrichtung sowie den jeweiligen Aufenthalt Napoleons zu melden. Holleben stellte eine etwa zwanzigköpfige Patrouille aus Kosaken und mehrsprachigen preußischen Freiwilligen Jägern zusammen, die wie ein russisches Streifkommando erschien. Er führte sie unkenntlich als mitreitender Zivilist. Französischen Deserteuren, die sich seinem Kommando stellten, gab er Laufzettel zum Yorckschen Korps. Yorck zeichnete Holleben am 26. Oktober in besonderer Weise aus, indem er ihn seinen Abschlussbericht persönlich vor dem Oberkommandierenden Blücher und dem Stabschef Gneisenau vortragen ließ.
Holleben machte den Vormarsch zum Rhein und in Frankreich mit. Die Teilnahme an der Blockade von Luxemburg brachte ihm den russischen Orden des Heiligen Wladimir IV. Klasse ein. Für das Gefecht bei La Chaussée-sur-Marne am 3. Februar 1814 erhielt Holleben das Eiserne Kreuz I. Klasse, in der Schlacht von Château-Thierry am 12. Februar wurde er schwer verwundet. Während des Genesungsurlaubs heiratete er am 28. August 1814 seine Cousine Amalie von Holleben.
Nach der Rückkehr Napoleons kommandierte Holleben ab April 1815 als Major ein Bataillon des Leib-Infanterie-Regiments. Weil Hollebens Bataillon in den Kämpfen bei Sombreffe während der Schlacht bei Ligny und dem Gefecht bei Rocquencourt am 1. Juli angreifende Reiterei mit dem Bajonett in die Flucht geschlagen hatte, wurde er im Oktober 1815 mit dem Orden Pour le Mérite mit Eichenlaub ausgezeichnet.
In der folgenden Friedenszeit übernahm Holleben 1829 als Kommandeur das 17. Infanterie-Regiment mit Standort Düsseldorf. In der Rheinkrise von 1840 entsandte ihn König Friedrich Wilhelm IV. nach Heilbronn, wo das VIII. Armeekorps des Deutschen Bundes zusammengezogen wurde und setzte ihn danach als Inspekteur der Besatzungstruppen der Bundesfestungen ein. Holleben stieg 1843 als Kommandeur der 4. Division in Stargard in Pommern, 1844 als Kommandeur der 16. Division in Trier unter Ernennung zum Generalleutnant, bis zum Kommandeur der 5. Division in Frankfurt (Oder) am 13. April 1848 auf.

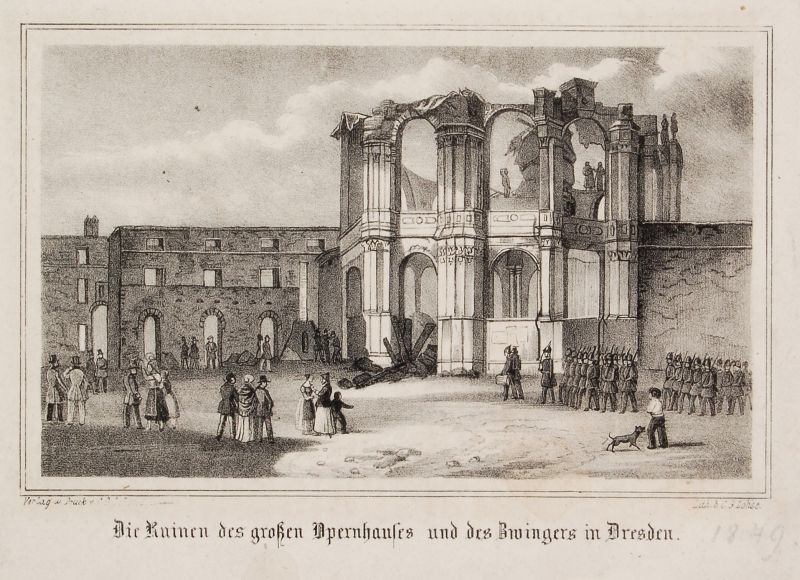
Kurz vor Hollebens Einzug in Dresden am 10. Mai 1849 hatten die Revolutionäre das Opernhaus am Zwinger und einen Zwingerpavillon niedergebrannt

### Dresden und Baden 1849
Nachdem Sachsen in der Reichsverfassungskampagne zur Niederschlagung des Dresdner Maiaufstands preußische Unterstützung angefordert hatte, stellte Holleben im Mai 1849 eine Division aus Landwehrverbänden zusammen. Als er am 10. Mai mit der Eisenbahn von Görlitz aus an der Spitze seiner inzwischen auf elf Bataillone und zwei Reiterregimenter angewachsenen Division in Dresden ankam, hatten preußische und sächsische Truppen unter Oberst Waldersee den Barrikadenkampf bereits seit mehreren Stunden beendet und die Stadt war von den Revolutionären fluchtartig verlassen worden. Am selben Tag übertrug das sächsische Kriegsministerium Holleben das Kommando über sämtliche preußischen und sächsischen Truppen außerhalb Dresdens. Zu Kampfhandlungen oder Massenfestnahmen kam es in Sachsen nicht. Später zeichnete ihn König Friedrich August II. mit dem Großkreuz des Verdienstordens aus. Schon am 25. Mai konnte Holleben seine Division in die preußische Festung Erfurt führen, von wo aus sie zur Bekämpfung der Badischen Revolution in die Neckargegend verlegt wurde.
Zum Verdruss Hollebens erhielt nun der dienstältere Karl von der Groeben das Kommando über seine Truppe. Der Oberkommandierende Prinz von Preußen befreite Holleben aus der peinlichen Situation, in dem er ihn à la suite in sein Hauptquartier übernahm. Doch nur einmal hatte Holleben im Gefecht bei Bischweier die Gelegenheit zu kommandieren. Nachdem mit der Kapitulation von Rastatt der Feldzug beendet war, ernannte der Prinz von Preußen Holleben zum Gouverneur von Rastatt. Seine Leistungen wurden dabei am 28. Juli 1849 durch die Verleihung der Schwerter zum Roten Adlerorden I. Klasse mit Eichenlaub gewürdigt. Am 1. November 1849 reichte Holleben, der wieder das Kommando der 5. Division übernommen hatte, bei Friedrich Wilhelm IV. seinen Abschiedsgesuch aus gesundheitlichen Gründen ein.
Unter Verleihung des Charakters als General der Infanterie wurde Holleben am 3. November 1849 mit der gesetzlichen Pension in den Ruhestand verabschiedet. Die Hintergründe seines Abschieds sind unklar. Holleben ging nach zwei Jahren in Berlin ins Rheinland, wo er im Kreis der Familie und langjähriger Freunde lebte, darunter die Familie des Generals Moritz von Hirschfeld. Bis ins hohe Alter veröffentlichte Holleben seine militärtheoretischen Beiträge. Sein letztes Werk widmete er dem Andenken Eugen von Hirschfelds. In Koblenz, wo er mit 80 Jahren starb, wurde er beerdigt.

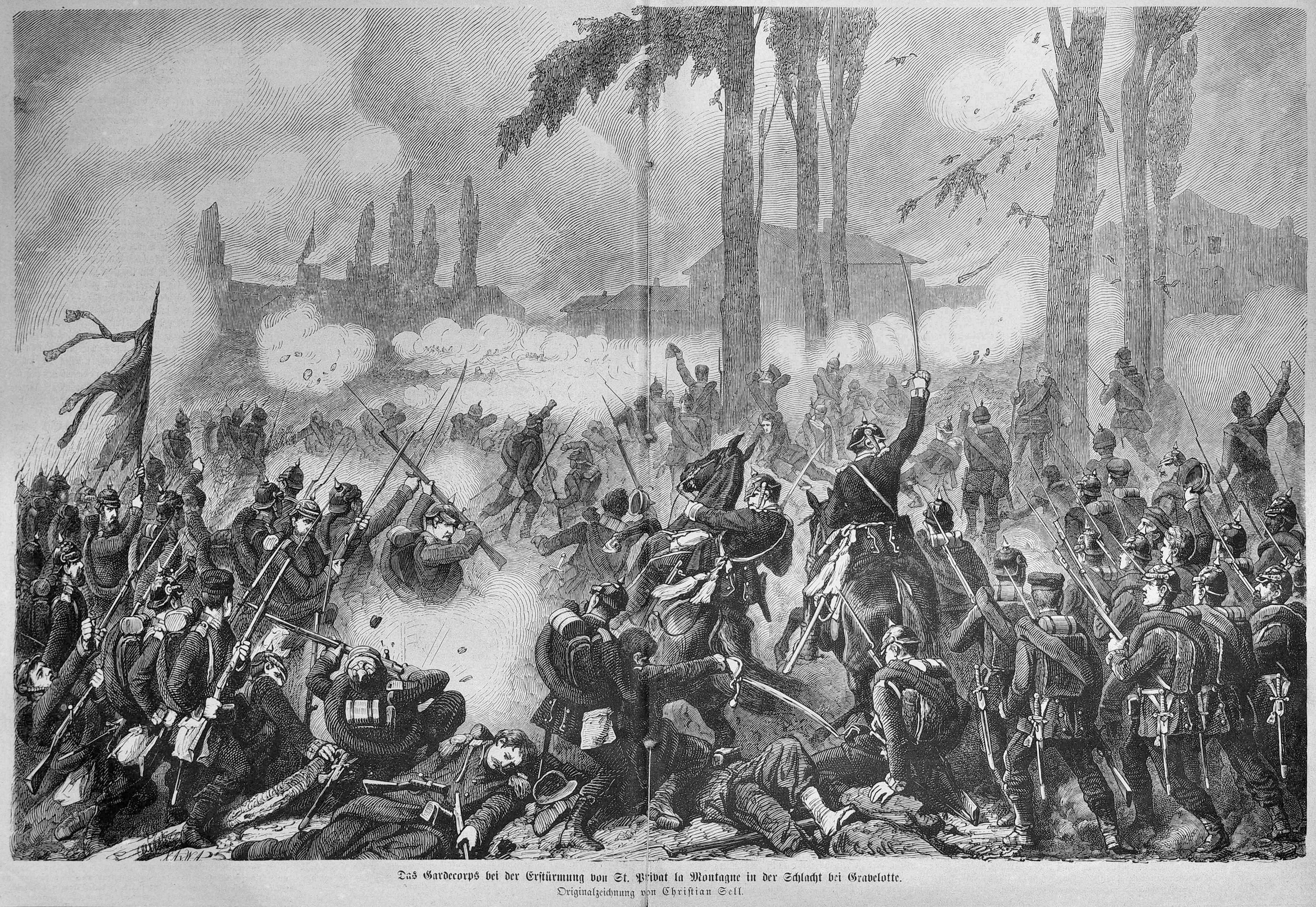
Die in dichten Kolonnen angreifende preußische Infanterie hatte im Deutsch-Französischen Krieg hohe Verluste. Abbildung einer Szene aus der Schlacht bei Gravelotte in der Zeitschrift Die Gartenlaube von Christian Sell dem Älteren, 1871

### Militärschriftsteller
Holleben, der von seinen Vorgesetzten stets beste Beurteilungen erhielt, hatte schon in den Befreiungskriegen mit taktischen Varianten zur Zerlegung der schwerfälligen Bataillonskolonne experimentiert. Erstmals bewegte sich sein Bataillon am 2. Februar 1814 in einzelnen Kompaniekolonnen, die Möglichkeiten des Gefechtsfelds ausnutzend, bei Vitry-le-François. Später propagierte Holleben seine taktischen Neuerungen als Militärschriftsteller in Zeitschriftenartikeln und Einzelveröffentlichungen. Als im Herbst 1841 die Kommission zur Umarbeitung des Exerzierreglements für die Infanterie berufen wurde, war er dabei. Holleben erwarb sich den Ruf des „Vaters der Kompaniekolonne“, die in das neue Reglement von 1847 Eingang fand, allerdings ohne konsequent durchgesetzt zu werden. Erst angesichts der Verwendung schnellschießender Hinterlader, wie des französischen Chassepotgewehrs im Krieg von 1870/71, ging man von der Kolonnentaktik ab.

## Familie
Holleben heiratete am 24. August 1814 in Udersleben Amalie von Holleben (1782–1878). Aus der Ehe gingen folgende Kinder hervor:
- Ernst Albert Ludwig (1815–1908), Jurist und Kanzler im Königreich Preußen ⚭ Hermine Kühle (1822–1883)
- Heinrich Carl Ludwig (* 15. April 1817; † 27. Februar 1833), beerdigt auf dem Golzheimer Friedhof
- Charlotte (1819–1852) ⚭ 1847 Franz von Frobel (1802–1886), preußischer Generalleutnant
- Amalie (1820–1905) ⚭ 1854 Franz von Frobel (1802–1886), preußischer Generalleutnant
- Friedrich Ludwig (1823–1870), Oberstleutnant gestorben in Koblenz an den bei St. Privat erhaltenen Verletzungen

⚭ 8. Oktober 1853 Bertha von Löper († 1854)
⚭ Dezember 1855 Aline von Hirschfeld (* 1836), eine Tochter des preußischen Generals der Infanterie Moritz von Hirschfeld

## Veröffentlichungen
- Leitfaden zum Vortrage der Kriegs-Wissenschaften. G. Reimer, Berlin 1832.
- Militairische Betrachtungen aus den Erfahrungen eines preussischen Offiziers. G. Reimer, Berlin 1838.
- Die preußische Landwehr und ihre Bedeutung. Berlin 1850.
- Der Kriegsminister in der letzten Krisis. Von einem Preußischen Patrioten. Weidmannsche Buchhandlung, Leipzig 1851²
Diese Schrift hatte eine Erwiderung durch Johann Ludwig Urban Blesson zur Folge: „Blesson, L.: Suum cuique oder Beleuchtung der Schrift: Der Kriegsminister in der letzten Krisis Von einem preußischen Patrioten.“ Schneider und Comp., Berlin 1851.
- Das Preussische Zündnadel-Gewehr, seine Bestimmung und Bedeutung. Vom Verfasser: „Die preussische Landwehr und ihre Bedeutung [ein alter Schütze]“. Berlin 1851.
- Militairisches Altes und Neues. Mittler, Berlin 1853.
- Militairisches Altes und Neues. Von dem Verfasser der „Militairischen Betrachtungen aus den Erfahrungen eines alten Preußischen Offiziers“. Zweiter Theil. Mittler, Berlin 1854.
- Erinnerungen an Eugen und Moritz von Hirschfeld aus Deutschland und Spanien. Zusammengestellt von einem 80-jährigen Veteranen des Yorkschen Corps vom Leib-Regimente. Mittler, Berlin 1863.